# 蔣毓英
蔣毓英（？—？），字集公，奉天錦州人，清朝官員，以蔭生知泉州府。

## 生平
康熙二十二年，清人得台灣，督撫會疏交薦，遂調任台灣府首任知府。經理三縣疆域，集流亡，勤撫字，相土定賦，以興稼穡。台灣固有學宮，制度未宏。康熙二十四年，與巡道周昌拓而大之。又設義學，教育子弟，勗以孝悌力田之道，一時稱為良吏。
康熙二十八年，升調任湖南鹽驛道。士民希望他能留下，不得，所以建祠以祀。
後升任浙江布政使，但赴任前數日病逝。

## 年表
康熙十八年（1679年），以蔭生出任福建泉州府知府。
康熙廿三年（1684年）調任台灣府的首任知府。任內興建義學，著有臺灣府志。
康熙廿四年（1685年），與分巡臺廈道周昌等人共同主持改建台南孔子廟為臺灣府學。同年，並捐俸整修東安坊上帝廟。
康熙二十八年，升調任湖南鹽驛道。士民希望他能留下，不得，所以建祠以祀。
康熙二十八年（1689年），升按察司副使管福建臺灣府事蔣毓英為江西按察使司按察使。
康熙三十一年六月庚寅，升江西按察使蔣毓英為浙江布政使司布政使。

## 紀念

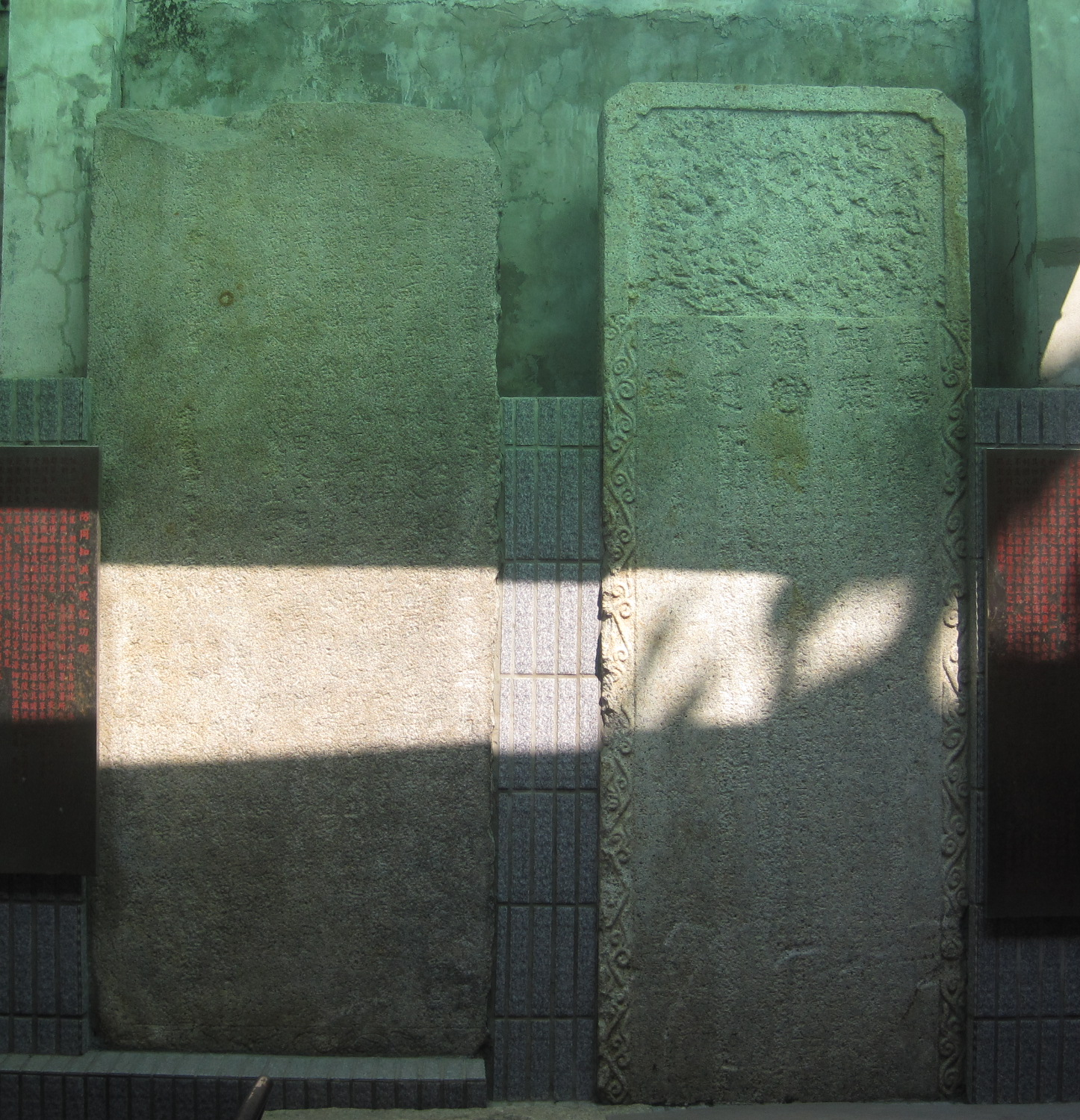
圖中左碑即是「臺灣郡侯蔣公去思碑記」碑

在臺灣臺南市的三郊鎮港海安宮保存了紀念蔣毓英的「臺灣郡侯蔣公去思碑記」。
亦有蔣公祠，在鎮北坊真武廟後，建於康熙三十年，祀臺灣府知府蔣毓英。

## 參與編修著作
- 《臺灣府志》